# 苏联铁路SI型电力机车
SI型电力机车是苏联铁路的直流电力机车车型之一，适用于供电制式为3千伏直流电的电气化铁路，由意大利布朗·包维利技术机械公司（Tecnomasio Italiano-Brown-Boweri，TIBB）设计制造。

## 发展历史
1920年代末，苏联决定对外高加索铁路在格鲁吉亚境内的泽斯塔波尼至哈舒里区段进行电气化改造，该区段为典型的山区铁路，穿越苏拉姆山口（Сурамский перевал）， 线路最大坡度达到29‰，还有许多小半径曲线。经过研究和论证，苏联交通人民委员部决定在此区段采用已经在欧洲和美国逐步普及的3000伏直流电供电制式，并从美国和欧洲引进国外先进的直流电力机车。当时的意大利王国是欧洲最早采用3000伏直流电气化铁路的国家之一，意大利布朗·包维利技术机械公司也具有较多设计和生产直流电力机车的经验。1929年，苏联与美国通用电气公司签订了八台S型电力机车的采购合同，另外又和意大利布朗·包维利技术机械公司签订了七台SI型电力机车的采购合同。
根据苏联方面的要求，SI型电力机车的制动系统、电气系统、性能指标均需要与S型电力机车接近或相同，但SI型电力机车仍然具有一些独特的设计。例如，机车上的所有驱动通风机等电动机械的辅助电机，其输入电压均采用与网侧电压相同的3000伏直流电，取消了电动发电机。牵引电动机采用GDTM-655型并励脉流牵引电动机，小时功率380千瓦，持续功率325千瓦。此外，SI型电力机车并能够和S型电力机车实现重联牵引，在其中一台机车的司机室内即可以同时控制两台机车运行；但由于控制电路的不同，SI型电力机车不能与Ss型电力机车重联。
1933年10月，意大利向苏联交付了首三台SI型电力机车（СИ10-09～СИ10-11），三台机车均采用轴重22吨的无压铁配置，但经过试验后发现，整备重量132吨的机车在较大坡道上仍然无法单机牵引1000吨的列车。因此，在1934年4月交付的第二批四台机车（СИ10-12～СИ10-15）均增加了压铁配重，整备重量提高到142吨，后来又按需要调整为132～135吨。
所有SI型电力机车均配属外高加索铁路局哈舒里机务段。实际运用显示，与S型电力机车相比，SI型电力机车的动力学性能较好，但转向架结构较复杂，维护成本相对较高。至1952年，其中两台SI型电力机车（09、14）在进行大修时，车内电气线路和辅助设备均改造为与VL22M型电力机车相同，经过现代化改造（модернизацию）的机车均被赋予后辍“M”。所有SI型电力机车已于1960年至1975年间陆续停运报废，而两台SIM型电力机车分别于1967年和1979年报废。